# マムヘグ人
マムヘグ人（マムヘグじん、アディゲ語: Мамхыгъ; ロシア語: Мамхеги; 英語: Mamkhegh）とは、チェルケス人の一派である。

## 概要
チェルケス人の12の氏族の一つである 。
元々は現在のアディゲ共和国やクラスノダール地方周辺に暮らしていたが、コーカサス戦争後のポグロムにより、多くのマムヘグ人がアブザク人に救いを求め同化し、また一部はオスマン帝国（現在のトルコ）に向かった。これによりマムヘグ人の集落は激減した。
ごく一部は現在もアディゲ共和国のショフゲノフスキー地区に残っているが、ロシアの人口統計では独立した民族とは扱われず、アディゲ人に含まれている。